# マスカリ
マスカリ（イタリア語: Mascali, シチリア語: Màscali）は、イタリア共和国シチリア州カターニア県にある、人口約14,000人の基礎自治体（コムーネ）。

## 地理

### 位置・広がり

#### 隣接コムーネ
隣接するコムーネは以下の通り。
- フィウメフレッド・ディ・シチーリア
- ジャッレ
- ピエディモンテ・エトネーオ
- リポスト
- サンタルフィオ

## 行政

### 分離集落
マスカリには、以下の分離集落（フラツィオーネ）がある。
- Carrabba, Fondachello, Montargano, Nunziata, Portosalvo, Puntalazzo, Sant’Anna, Sant'Antonino, Santa Venera, Tagliaborse